# Laura López i Granell
Laura López i Granell (Poblenou, Barcelona, 24 de maig de 1968) és una poeta catalana, llicenciada en Filologia Catalana.
Ha exercit de correctora i redactora, assessora literària, formadora en comunicació i consultora de creativitat. És professora de l’Escola d’Escriptura de l'Ateneu Barcelonès.
Ha publicat tres poemaris: Itineraris (1993), Forat (2014) i Coratge (2020). També és autora del conte La història del drac xiulet (2008) i de diverses antologies.

## Obres publicades

### Poemaris
- Itineraris (Columna Edicions, 1993) ISBN 978-84-7809-575-9
- Forat (Godall Edicions, 2014) ISBN 978-84-9416-232-9
- Coratge (Godall Edicions, 2020) ISBN 978-84-1206-849-8

### Infantil
- La història del drac xiulet (Cim Edicions, 2008) ISBN 978-84-9349-726-2